# Cèl·lula polar

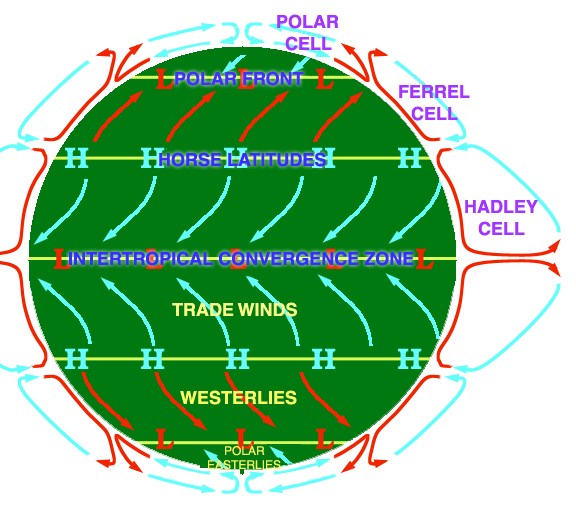
Vista idealitzada de les tres cèl·lules de circulació.

Una cèl·lula polar és una vasta regió de l'atmosfera terrestre amb marcada circulació atmosfèrica, que es troba en general sobre alguna de les dues regions polars de la Terra, entre les latituds de 60 a 90 graus. Les cèl·lules polars són part d'un conjunt dinàmic de l'atmosfera compost a més per les cèl·lules de Hadley i les de Ferrel.

## Mecanisme
Les cèl·lules polars són produïdes per l'aire fred dels pols, que genera un o diversos anticiclons permanents polars -o centres d'alta pressió- que desplacen masses d'aire fred superficial cap als centres de baixa pressió -o ciclons- subpolars.
Sobre les regions àrtiques i antàrtiques, l'aire s'eleva, divergeix i viatja cap als pols. Quan es troba sobre els pols, l'aire s'enfonsa i forma les zones polars d'altes pressions. A la superfície l'aire divergeix cap a fora d'aquestes zones polars d'altes pressions, amb un consegüent desplaçament cap a latituds més altes. Els vents superficials de la cèl·lula polar són vents de l'est a l'hemisferi nord i de l'oest, a l'hemisferi sud.